# (2781) Kleczek
(2781) Kleczek (1982 QH; 1962 AE; 1971 UX1; 1976 PA) ist ein ungefähr 21 Kilometer großer Asteroid des äußeren Hauptgürtels, der am 19. August 1982 von der tschechischen (damals: Tschechoslowakei) Astronomin Zdeňka Vávrová am Kleť-Observatorium auf dem Kleť in der Nähe von Český Krumlov in der Tschechischen Republik (IAU-Code 046) entdeckt wurde. Er gehört zur Themis-Familie, einer Gruppe von Asteroiden, die nach (24) Themis benannt ist.

## Benennung
(2781) Kleczek wurde nach dem tschechoslowakisch-tschechischen Sonnenphysiker, Astronom und Autor Josip Kleczek (1923–2014) benannt. Er ist Autor zahlreicher astronomischer Bücher, darunter The Six Languages Astronomical Dictionary.